# 自由劍擊
自由劍擊（Freestyle Fencing）是一種跨越國界、民族、時空的刀劍武藝交流平台上，不加額外限制的劍擊競賽。一般以擬真兵器為器材去進行的「自由劍擊」運動。

## 競賽規則
自由劍擊競賽使用的規則，就是在真實世界中物體運動的定理，亦即是科學上的物理。這是自古至今數百萬年以來，所有民族都一同遵守的法則。
在自由劍擊的競賽中，必須容許各種武術使用其真實的技術，不設立所謂的「禁招」，避免做成不公平、不真實的現象。

## 器材
自由劍擊採用擬真兵器進行競賽。這是以史實為基礎設計的器材，長度、形狀、重量及平衡等均須合符史實兵器的規格，以物理定律作為原則，才不會導致某種兵器或文化的產物，得到不公平的優勢或劣勢。

## 相關連結
- Exiel's Padded Weapons （页面存档备份，存于） （英文）
- The Association for Renaissance Martial Arts (ARMA)  （页面存档备份，存于） （英文）
- Realistic Sparring Weapons （页面存档备份，存于） （英文）
- EPW安全兵器 （页面存档备份，存于） （中文）
- RSW擬真兵器 （页面存档备份，存于） （中文）
- 龍德體育學會 （页面存档备份，存于） （中文）